# Kachelām
Kachelām (persiska: کچلام) är en ort i Iran.   Den ligger i provinsen Gilan, i den norra delen av landet, 210 km nordväst om huvudstaden Teheran. Antalet invånare är 693.
Terrängen runt Kachelām är mycket platt. Runt Kachelām är det tätbefolkat, med 790 invånare per kvadratkilometer. Närmaste större samhälle är Langarud, 11,5 km söder om Kachelām. Trakten runt Kachelām består till största delen av jordbruksmark.